# 三谷綾子
三谷 綾子（みたに あやこ、5月26日 - ）は、日本の女性声優。東京都出身。トイプラ所属。

## 略歴
声優になろうと思ったきっかけは『神のみぞ知るセカイ』の登場人物の中川かのんに衝撃を受けて、「私も演技や歌でキラキラ輝きたいな」、「声優になりたい!」と思ったからだという。
アミューズメントメディア総合学院2016年卒業生。2020年9月に尾木プロ THE NEXTを退所。フリーを経て、2021年3月15日にアトミックモンキーへ所属。
2023年9月28日、AKIBAカルチャーズ劇場がプロデュースする「声優アイドル」総合プロジェクトの「ツボミシンフォニー」およびツボミシンフォニー内のユニット「MarryTwilight」に所属。
2025年3月31日付でアトミックモンキーを退所、翌4月1日、自身のSNSで、Star★Shiμ'ne!!!研修生としてトイプラに所属することが発表された。
2025年4月12日、声優事務所ブックスロープに所属した事を自身のSNSで報告し、声優活動も続けることを発表。

## 人物
趣味は手芸、洋菓子作り。特技はダンス（ヒップホップ、JAZZ歴6年）。
猫を飼っており名前は「マリー」。

## 出演

### テレビアニメ
2017年
- TSUKIPRO THE ANIMATION（ファン）

2019年
- 魔入りました!入間くん（2019年 - 2023年、ハルノ、ヒナ、リリー、幼児、占いショースタッフ）- 3シリーズ

2021年
- シャドウバース（2021年 - 2022年、女の子、女子生徒）- 2シリーズ
- 恋と呼ぶには気持ち悪い（女子B）
- アイドリッシュセブン Third BEAT!（女性A）
- マブラヴ オルタネイティヴ（通信兵B、高原萌香）

2022年
- 惑星のさみだれ（女子生徒、小石）
- 乙女ゲー世界はモブに厳しい世界です（女子、メイド）
- パスドラ（2022年 - 2025年、リンリ）

2024年
- 俺だけレベルアップな件（ユウカ）
- 変人のサラダボウル（女、青木、秋山、一ノ瀬美佳、鎌田 他）
- ワンルーム、日当たり普通、天使つき。（女性客）
- 転生貴族、鑑定スキルで成り上がる（町人）

2025年
- 外れスキル《木の実マスター》 〜スキルの実（食べたら死ぬ）を無限に食べられるようになった件について〜（女の子）
- 全修。（子供たち）

### 劇場アニメ
- 劇場版 夏目友人帳 〜うつせみに結ぶ〜（2018年、女の子 他）
- 竜とそばかすの姫（2021年）

### Webアニメ
- テルマエ・ロマエ ノヴァエ（2022年、女性[18]）
- グッド・ナイト・ワールド （2023年、女[19]）

### ゲーム
時期不明
- 黒い砂漠（ロミ、ヤーズ、アユル・ベンクム、ジュース屋さん ほか）
- トレインクラッシャー（スパニエル）
- ひめため（キャロライン＝オックスフォード ほか）

2017年
- 崩壊3rd（アミュー、ソフィア）
- ファイトリーグ（ハートエンジェルZKYUN、看板娘ミルミル、伝統ロケット工人なるこ）
- マグナとふしぎの少女（発電所ロボット）
- モンスターストライク（2017年 - 2021年、モネ、イシュタル、ジョカ）

2018年
- 温泉むすめ ゆのはなこれくしょん（長良川かがり）

2019年
- 神装の戦乙女（ミューサ）
- 戦の海賊（リル）

2020年
- 幻獣姫（アリア）

2022年
- ファイナルギア-重装戦姫-（ナオミ、コーラ）
- アーテリーギア-機動戦姫-（コヴィー）
- 感染x少女（ニオ・ユーディエット）

2023年
- けものフレンズ3（ジャングルキャット）
- ドールズフロントライン（FARA 83）

2024年
- 崩壊：スターレイル

### ドラマCD
- リニアダッシュ！VOICE 01 ADMISSION（2021年、少年2[34]）

### ボイスドラマ
- 戦国繚乱美少女伝（2025年、河尻秀隆、木下利匡、西軍兵C、幕府兵L）

### 吹き替え
- トイ・ガーディアン（2017年、ディンディン[3]）
- みつばちマーヤの大冒険2 ハニー・ゲーム（2019年、チェルシー[2]）

### ナレーション
- アニメイト（時期不明、CM）

### ラジオ
※はインターネット配信。
- 伊福部崇のラジオのラジオ（2022年 - 2023年、超A&G+※) 10代目アシスタント[35]

### インターネット番組
- 凸ってもいいですか？トツパチ!!（2022年 - 2025年） パチスロタレント[36]

### 舞台
- 劇団THE NEXT2018公演「バーチャル骨董屋むくた」（2018年10月6日 - 10月14日、テアトルBONBON） - アーシャ[37][3]
- リニアダッシュ（2021年11月20日 - 11月23日、労音大久保会館R'sアートコート） - アンサンブル[38]

### その他コンテンツ
- 英語教材アプリケーション（時期不明、カイ）
- AT-X うちの夏フェス2017！ AT-X 声優バラエティ祭り フレッシュ夏フェス隊（2017年[39]）
- メディアミックスプロジェクト『温泉むすめ』（2018年、長良川かがり[2][40]）
- こどもちゃれんじbaby 教材 （時期不明）[3]
- 浦島坂田船 6thアルバム『L∞VE』 クロスフェードアニメ（2021年、モブ女子）